# Kaunsko jezero
Kaunsko jezero  (lit. Kauno marios) je najveće litvansko akumulacijsko jezero.
Stvorilo ga se 1959. na rijeci Njemenu, u blizini Kaunasa i Rumšiškėsa. 
Rasprostire se na 63,5 km², čineći 0,1% ozemlja Litve. Najveća širina jezera je 3,3 km, a najveća dubina je 22 metra.
Rijeka plavi cijelu dolinu rijeke Njemena, ali samo od sutoke s rijekom Strėvom do brane, ukupno 25 km.
Hidroelektranu se napravilo na strani prema Kaunasu (Kaunas je nizvodno od jezera). 
U pripremama za izgradnju brane, 721 farma i selo su preseljeni na druga mjesta. Cijeli gradić Rumšiškės je preseljen, i danas je muzej tradicionalne arhitekture na otvorenom.
1992. se, u svrhu zaštite okoliša i kulturne baštine, osnovalo regionalni park Kaunsko jezero (Kauno marių regioninis parkas). U parku se nalazi lučica s vezovima za jahte.

## Vanjske poveznice
- Regionalni park "Kauno marios"  Arhivirana inačica izvorne stranice od 13. kolovoza 2006. (Wayback Machine)